# Villa Salamanca
Villa Salamanca es una localidad del estado mexicano de Guanajuato. Es parte del municipio de Salamanca. Fue fundada el 30 de septiembre de 2009.

## Demografía
| Censo | Población |
| ----- | --------- |
| 2010  | 1 635     |
| 2020  | 3 306     |